# Kristina Öström-Lindh
Kristina Öström-Lindh, född 1942, är en svensk journalist och författare. Som journalist har hon frilansat, men hon har bland annat skrivit för Allers.
Öström-Lindh var sommarvärd i Sveriges Radio P1 1974, 1976 och 1978.